# Antonina (esposa de Belisário)

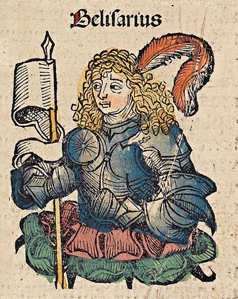
Belisário, o célebre general e esposo de Antonina. Nuremberg chronicles.

Antonina (495-565) foi casada com o célebre general Belisário e era favorita da imperatriz Teodora, a esposa de Justiniano I. Antes de casar com Belisário foi bailarina e prostituta em Constantinopla.
Dotada de grande talento, as suas opiniões tinham grande importância para a imperatriz Teodora, que tinha sido a sua companheira na prostituição e no Hipódromo, antes do  matrimónio dessa última com Justiniano.

## Início como cortesã
Justiniano e Belisário eram o escárnio dos constantinopolitanos por causa da conduta das suas respetivas esposas; este último, ocupado unicamente em conquistar a glória e a fama que hoje lhe tributam todas as histórias, não fixava a atenção nos desvarios da sua mulher; mas tendo sabido que a sua escandalosa familiaridade com os homens era motivo para que ele, primeiro general do império (e então do mundo) fosse objeto de uma humilhação por parte dos seus subordinados, irritou-se contra Antonina, repreendendo-a severamente e ameaçando-a com a morte se voltasse a sair de casa.

## Intrigas de Antonina
Antonina comunicou à imperatriz Teodora o que chamava de sua desgraça, e pediu-lhe que empregasse a sua autoridade para livrá-la de tal opressão. Teodora não só vivia com os recursos de antes de casar com Justiniano I, mas também se entregava aos prazeres, embora com mais precaução após ser imperatriz: Antonina, sua antiga amiga, era a sua única confidente. Por este motivo, e porque realmente se interessava por ela, chamou-a ao palácio e manteve-a em sua companhia até achar pretexto de afligir Belisário em tais termos que necesitasse da proteção da sua mulher. 
Os desejos daquelas mulheres não tardaram a ver-se satisfeitos: o mau governo de Justiniano causava desgosto geral: en todas as partes se conspirava, e por fim descobriu-se uma conspiração de Ablávio, Marcelo e Sérgio, que eran chefes das tropas; estes foram condenados à morte, e a imperatriz Teodora teve habilidade para que um deles implicasse na conjura ao infeliz Belisário, cuja inocência era evidente. Justiniano, incitado pela sua mulher, confiscou os bens do general que sustinha o império, demitiu-o dos seus empregos e dignidades, e chegou a retirar-lhe a guarda de honra. Os cortesãos que tanto o adulavam, abandonaram-no para não cair em desgraça perante a imperatriz, e nenhum ousava sequer dizer o seu nome na corte. 
Mais sensível era o povo ,e mais grato também, que viu com emoção o conquistador da Itália e da África, o vencedor de tantos reis e generais, que havia triunfado com tantos méritos, sozinho, triste, abatido, sem bens, sem honras e distante do trono, do qual o melhor ornamento havia sido.

## Reposição de Belisário
Teodora via com satisfação a dor de Belisário e lisonjeava-se com a ideia de restabelecê-lo nos seus cargos e honras pela aparente mediação de Antonina, a qual seria causa para que a perdoasse de todos os ultrajes que tinha recebido; mas tendo sido informada de que o célebre guerreiro se entregava inteiramente ao seu pesar, escreveu-lhe uma carta concebida nestes termos: «Ofendeste-me, Belisário: mas Antonina suplica-me que te perdoe; e assim te concedo a vida e os bens. Pensa em ser agradecido à tua mulher, pois só a ela deves esta graça.» 
Assim que Belisário leu esta carta foi procurar Antonina, abraçou-a e agradeceu-lhe o que acabava de fazer, e prometeu-lhe que a partir daí a trataria com a maior atenção e carinho possíveis: e de facto, depois desta espécie de reconciliação, foi verdadeiramente o escravo da sua esposa, apenas para se manter na graça do imperador.

## Antonina, hábil conselheira
Antonina é acusada de ter obrigado Belisário à sacrílega deposição que fez militarmente do papa Silvério, durante o cerco de Roma por Vitiges, rei dos godos, e à intrusão simoníaca do diácono Vigílio em lugar daquele papa. Por mais desredegulada como era a sua conduta e infiel ao amor, enquanto que com seus extravios manchava a honra de seu marido, com seus conselhos e valor contribuiu para a sua alta glória; porque Antonina acompanhava quase sempre Belisário nos seus combates de mar e terra e participou em todos os seus trabalhos e perigos. 